# جاك سوليفان (مخرج)
جاك سوليفان (بالإنجليزية: Jack Sullivan)‏ هو مخرج أمريكي، ولد في 5 مارس 1893 في سان فرانسيسكو في الولايات المتحدة، وتوفي في 19 فبراير 1946 في لوس أنجلوس في الولايات المتحدة.

## وصلات خارجية
- جاك سوليفان على موقع IMDb (الإنجليزية)
- جاك سوليفان على موقع ألو سيني (الفرنسية)
- جاك سوليفان على موقع أول موفي (الإنجليزية)
- جاك سوليفان على موقع قاعدة بيانات الأفلام السويدية (السويدية)
- جاك سوليفان على موقع قاعدة بيانات الفيلم (الإنجليزية)